# 강진강재일사
강진강재일사(康津剛齋日史)는 대한민국 전라남도 강진군 작천면 용상리에 있는, 박기현(1864∼1913)이 1891년부터 1903년까지 강진, 장흥일대에서 향촌사회의 동향과 박기현과 그의 문인과의 교류를 기록한 필사본이다. 이는 1999년 2월 26일 전라남도의 유형문화재 제206호로 지정되었다.

## 개요
이 책은 박기현(1864∼1913)이 기록한 필사본으로, 1891년부터 1903년까지 강진, 장흥일대에서 향촌사회의 동향과 박기현과 그의 문인과의 교류를 기록한 것이다. 그 중에서도 특히 1895년 동학농민운동이 발발했을 당시의 동학농민군측과 관군측의 동향 및 전투상황 등을 상세히 기록하고 있다.
이 책은 동학농민운동사에 있어서 매우 중요한 자료이며, 특히 전라남도 서해지역에서의 동학농민운동의 일례를 보여주는 것으로 향토사연구에도 매우 귀중한 가치가 있다고 평가된다.

## 참고 문헌
- 강진강재일사 - 국가유산청 국가유산포털